# دنفر إس. تشرتش
دنفر إس. تشرتش هو قاضي ومحامي وسياسي أمريكي، ولد في 11 ديسمبر 1862 في فولسوم في الولايات المتحدة، وتوفي في 21 فبراير 1952 في فريسنو في الولايات المتحدة. نشط حزبياً في الحزب الديمقراطي. وقد انتخب عضو مجلس النواب الأمريكي ‏.